# Echinoida
Los equinoides (Echinoidea) son un orden de equinodermos de la clase Echinoidea. Incluye alrededor de 950 especies de erizos marinos, dólares de la arena, bizcochos marinos, erizos corazón, y otros. Los osículos dérmicos son placas delgadas fusionadas en una forma rígida, más o menos esférica, con una testa de endoesqueleto. 
Excepto por una delgada epidermis externa, toda la anatomía compleja se encuentra dentro de la testa. La larva es una equinoplúteus de simetría bilateral. La testa está cubierta por abundantes espinas móviles. Los pies tubulares son los órganos respiratorios y la madreporito esta en lado aboral.